# Nicola Sutter
Nicola Sutter (Walkringen, 8 maggio 1995) è un calciatore svizzero, difensore del Bellinzona.

## Biografia
È il nipote dell'ex calciatore Alain Sutter.

## Statistiche

### Presenze e reti nei club
Statistiche aggiornate al 9 marzo 2018.
| Stagione        | Squadra         | Campionato      | Campionato | Campionato | Coppe nazionali | Coppe nazionali | Coppe nazionali | Coppe continentali | Coppe continentali | Coppe continentali | Altre coppe | Altre coppe | Altre coppe | Totale | Totale | Totale |
| Stagione        | Squadra         | Comp            | Pres       | Reti       | Comp            | Pres            | Reti            | Comp               | Pres               | Reti               | Comp        | Pres        | Reti        | Pres   | Reti   |        |
| --------------- | --------------- | --------------- | ---------- | ---------- | --------------- | --------------- | --------------- | ------------------ | ------------------ | ------------------ | ----------- | ----------- | ----------- | ------ | ------ | ------ |
| 2013-2014       | Thun            | SL              | 4          | 0          | CS              | -               | -               | -                  | -                  | -                  | -           | -           | -           | 4      | 0      |        |
| 2014-2015       | Thun            | SL              | 18         | 0          | CS              | 0               | 0               | -                  | -                  | -                  | -           | -           | -           | 18     | 0      |        |
| 2015-2016       | Thun            | SL              | 8          | 0          | CS              | 2               | 0               | UEL                | 3                  | 1                  | -           | -           | -           | 13     | 1      |        |
| 2016-mar. 2017  | Winterthur      | CL              | 11         | 0          | CS              | 2               | 0               | -                  | -                  | -                  | -           | -           | -           | 13     | 0      |        |
| 2017-2018       | Thun            | SL              | 12         | 0          | CS              | 0               | 0               | -                  | -                  | -                  | -           | -           | -           | 12     | 0      |        |
| Totale Thun     | Totale Thun     | Totale Thun     | 42         | 0          |                 | 2               | 0               |                    | 3                  | 1                  |             | -           | -           | 47     | 1      |        |
| Totale carriera | Totale carriera | Totale carriera | 53         | 0          |                 | 4               | 0               |                    | 3                  | 1                  |             | -           | -           | 60     | 1      |        |